# Данеу, Иво
Иво Данеу (словен. Ivo Daneu, род. 6 октября 1937 года) — словенский баскетболист и тренер. Выступал за клубы «Марибор» и «Олимпия Любляна». Вместе с «Олимпией» 6 раз становился чемпионом страны в 1957, 1959, 1961, 1962, 1966 и 1970 годах.
Иво был членом национальной сборной Югославии по баскетболу за которую он сыграл 209 игр с 1956 по 1970 год. Вместе с командой он выиграл чемпионат мира 1970 года, завоевал серебряные медали на Олимпийских играх 1968 года, на чемпионатах мира 1963 и 1967 годов (став самым ценным игроком в 1967 году), на чемпионатах Европы 1961, 1965 и 1969 годах. В 1967 году он был назван спортсменом года Югославии.
С 1970 по 1971 год он был главным тренером «Олимпии». В 1991 году он был назван одним из 50 величайших игроков ФИБА, а в 2007 году включён в Зал славы ФИБА.